# Orfeó de les Corts
Orfeó de les Corts és una entitat coral catalana fundada al barri de Les Corts de Barcelona el 1958 per Jaume Piera i Josep Baiget, vinculada en aquell moment a la parròquia del Remei. Forma un cor amateur mixt a quatre veus que cultiva diversos estils de la polifonia. El 2002 va rebre la Medalla d'Honor de Barcelona.
L'any 2016 com a mostra de reconeixement de la seva vinculació al barri de Les Corts fou proposat com a pregoner de la Festa Major de les Les Corts 2016.

## Directors
- Josep Baiget (1958-1967)
- Elisard Sala (1967- 1970)
- Antoni Santandreu (1970 - 1978)
- Carles Pongiluppi (1978-1999)
- Raimon Romaní (1999-2000)
- Josep Gustems Carnicer (2000-2013)[2]
- Nerea de Miguel Ramos (2013-)

## Celebració 50 anys
El 31 de maig de 2009 tingué lloc a l'Auditori Axa (Illa Diagonal, Barcelona) l'acte central de la celebració dels 50 anys de l'entitat. Es tractà d'un concert que il·lustrà els 50 anys de vida de l'entitat i que compta amb la participació d'excantaires de l'Orfeó i de músics col·laboradors.